# Te prometo una larga amistad
Te prometo una larga amistad es una película documental argentina dirigida por Jimena Repetto.
La película tuvo su estreno mundial en la sección oficial (competencia argentina) de la 37.ª edición del Festival Internacional de Cine de Mar del Plata.

## Sinopsis
Una actriz se pregunta si puede interpretar a Victoria Ocampo, la gran mecenas de la cultura argentina. Un actor se identifica a niveles ridículos con Benjamin Fondane, un poeta rumano que filmó en Argentina una película vanguardista, perdida para siempre. Una directora se esfuerza con terquedad por filmar documentos ilegibles, lugares olvidados, diálogos incomprensibles. 
De la amistad entre Victoria y Fondane quedan apenas los restos: cartas, fotogramas, sueños inconclusos. Nos sumergimos en una búsqueda absurda en los bordes de lo que pudo haber sido, cuando lo que fue casi nadie lo recuerda.

## Elenco
- Alejandro Hener
- Laura Nevole